# Michelbach-le-Haut
Michelbach-le-Haut (deutsch Ober-Michelbach) ist eine französische Gemeinde mit 621 Einwohnern (Stand 1. Januar 2022) im Département Haut-Rhin in der Region Grand Est (bis 2015 Elsass). Sie gehört zum Arrondissement Mulhouse, zum Kanton Saint-Louis und zum Gemeindeverband Saint-Louis Agglomération.

## Geografie
Die Gemeinde Michelbach-le-Haut liegt im Südosten des Sundgau, etwa zwölf Kilometer westlich des Basler Stadtzentrums.
Nachbargemeinden von Michelbach-le-Haut sind Ranspach-le-Bas im Norden, Attenschwiller im Osten, Wentzwiller im Südosten, Folgensbourg im Süden, Muespach-le-Haut im Südwesten sowie Knœringue im Westen.

## Geologie
Michelbach-le-Haut liegt im lössbedeckten Sundgauer Tertiärhügelland vor dem Ostrand des Verbreitungsgebietes der Sundgauschotter. Diese unter der Lössdecke lagernden Schotter sind die Hinterlassenschaft einer einst (im Pliozän und Altpleistozän) über Doubs, Saône und Rhône zum Mittelmeer entwässernden Ur-Aare. Östlich Michelbach-le-Haut sind die Sundgauschotter der später zum Oberrhein hin orientierten Erosion zum Opfer gefallen. Unter den die (oberen) Talhänge bildenden Sundgauschottern liegen die sandig-mergeligen Schichten der oligozänen Elsässer Molasse (Molasse alsacienne).

## Geschichte
Ersterwähnung 1090 als Mychelenbach, 1287 erstmals als Obermichelbach. Im Mittelalter gehörte der Ort zur Grafschaft Pfirt, dann zu Habsburg. Das vorderösterreichische Dorf kam 1648 im Westfälischen Frieden an die französische Krone. Von 1871 bis zum Ende des Ersten Weltkrieges gehörte Obermichelbach als Teil des Reichslandes Elsaß-Lothringen zum Deutschen Reich und war dem Kreis Mülhausen im Bezirk Oberelsaß zugeordnet.
Ein 1140 von den Grafen von Pfirt gegründetes Benediktinerinnenpriorat wurde vom Bischof von Basel 1253 an die Zisterzienserabtei Lützel übertragen, die hier ein Sankt Appolinaris geweihtes Männerkloster einrichtete. Im Mittelalter war St. Appolinaris ein viel besuchter Wallfahrtsort, an dem man sich die Heilung von Epilepsie erhoffte. Während der Revolution wurde das Kloster 1791 aufgehoben und dessen Besitz als Nationalgut verkauft. Die gotische Klosterkirche wurde 1847 abgebrochen. Das barocke Prioratsgebäude in Obermichelbach wurde 1921 von der Familie La Roche erworben, die lange Zeit auf 70 Hektar einen umfangreichen Obstbau mit an die 50 000 Bäumen betrieb.
Von 1915 an besaß die Gemeinde einen gemeinsamen Bahnhof mit Attenschweiler an der Bahnstrecke Waldighofen–Sankt Ludwig. Dieser umfasste zwei Ausweichgleise und ein Ladegleis. Der Personenverkehr wurde 1955 eingestellt und die Strecke 1960 stillgelegt.

### Bevölkerungsentwicklung
| Jahr      | 1910 | 1962 | 1968 | 1975 | 1982 | 1990 | 1999 | 2007 | 2017 |
| --------- | ---- | ---- | ---- | ---- | ---- | ---- | ---- | ---- | ---- |
| Einwohner | 374  | 322  | 344  | 341  | 398  | 471  | 479  | 474  | 597  |

## Bauwerke
- Kirche Saint Jacques le Majeur (St. Jakobus der Ältere), ein schlichter harmonischer neugotischer Bau aus den Jahren 1868/1869. Zum Bau wurden Steine des aufgehobenen Zisterzienserklosters verwendet. Beachtenswert die Statue des Heiligen Apollinaris (einst auf dem Hochaltar der Klosterkirche)  aus dem ersten Viertel des 16. Jahrhunderts und ein Heiliger Sebastian auch aus dieser Zeit. Barocke Kanzel.
- Gut erhaltene Fachwerkbauten. Das Haus Nr. 3 an der Rue du Ruisseau mit altertümlichem Fachwerk. Übergang zur Rähmbauweise. Die Deckenbalken des Erdgeschosses verlaufen aber noch nicht giebel- sondern traufparallel, die große Laube mit den Andreaskreuzen im Geländer ruht deshalb noch nicht freitragend auf den verlängerten Deckenbalken des Erdgeschosses wie bei dem jüngeren Haus Rue des Messieurs Nr. 2, sondern wird durch mit verzierten Kopfbändern versehene Pfosten gestützt. Das Haus am Eingang der Rue de la Victoire von 1832 zeigt das für das 19. Jahrhundert typische engmaschige, konsequent symmetrische Fachwerk und die seit dem späten 18. Jahrhundert beliebte Verzierung der Fensterbrüstungen – im Erdgeschoss mit einem Balusterpfosten, im Obergeschoss mit einer Art Kartusche.

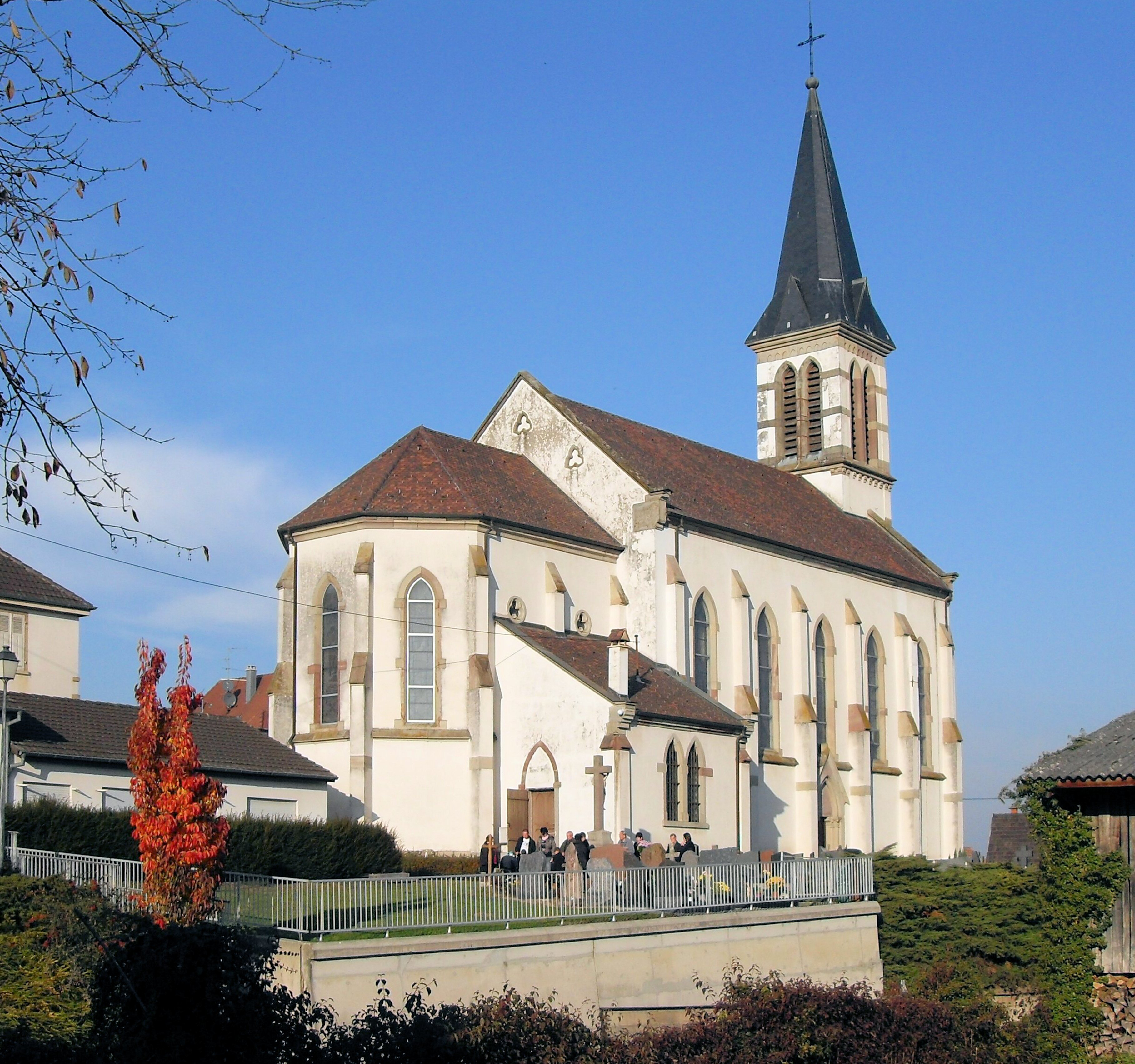
Kirche St. Jakobus der Ältere
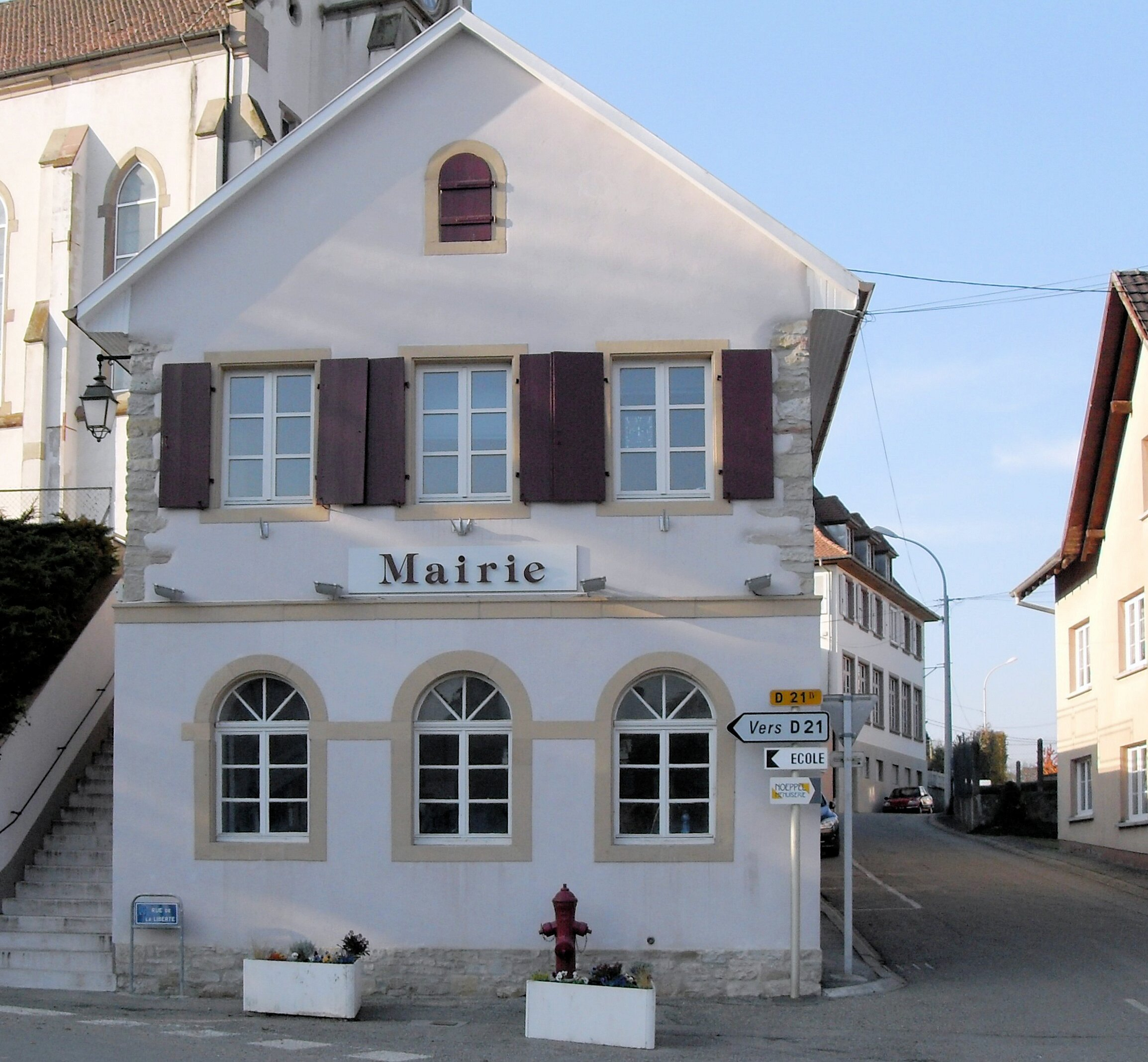
Rathaus (Mairie)

## Persönlichkeiten
- Johann Konrad von Reinach-Hirtzbach (1657–1737), römisch-katholischer Geistlicher, Fürstbischof von Basel